# Episodu' unu: Amenințarea faitonului
Episodu' unu: Amenințarea faitonului — дебютний студійний альбом румунського гурту «Fără Zahăr», виданий 2003 року. До альбому увійшли 8 композицій, на 3 з яких було відзнято відеокліпи. В цілому альбом присвячений тематиці сільського життя.

## Список композицій
1. «Sandu» — 4:52
2. «Hip-hop ș-așa» — 4:00
3. «Stella» — 3:50
4. «Manea (grosu' ș-arțăgosu')» — 3:39
5. «Ups, am înfundat din nou closetu'» — 5:30
6. «Fără zahăr» — 3:57
7. «D'la sate» — 4:30
8. «Idila ghiocelului sălbatic» — 5:19
9. «Hip-hop ș-așa (zoomix)» — 2:58

## Сингли

### «Sandu» (2003)
Sandu (також: Sandel) — пісня гурту Fără Zahăr, до якої був відзнятий перший відеокліп. Текст пісні присвячений праці на селі та містить жартівливу тематику та пустощі. Жартівливого тону пісні надає виконання приспіву вокалістом Bobo Burlăcianu жіночим голосом.
Головний заспів "Salut! Ma cheamă. Cum?" було взято з пісні Емінема "My Name Is" та інтерпретовано румунською.
Відеокліп
Відео було представлене 2003 року. Відео демонструє учасників гурту на городі під час роботи в оточенні корів та коней. Під час приспіву з'являється дівчина з робочими інструментами, що просить допомоги.

### «Hip-hop ș-așa» (2004)
«Hip-hop ș-așa» (укр. Ітак, хіп-хоп) - пісня румунського гурту Fără Zahăr, що стала другим синглом з альбому Episodu' unu: Amenințarea faitonului.
Дана пісня є жартом, який описує ненависть вокалістів до своїх батьків та сусіда. Як і у попередньому синглі "Sandu" у пісні присутні пустощі.
Мелодія композиції є достатньо змінною. Основну частину замає фанкова частина, що супроводжується речитативом. А під час програшу помітний перехід до важкої музики.
Відеокліп
Відео було представлене у Румунії на початку 2004 року. Його було відзнято з ефектом чорно-білого кольору. Відео зображає гру музикантів у нічному клубі. Також присутні сцени, де чоловік з бару заграє до жінки, а потім починає лупцювати фронтмена Bobo Burlăcianu. Наприкінці відео чоловік дарує жінці саксофон.

### «D'la sate» (2004)
De la sate (укр. з села) -пісня румунського гурту Fără Zahăr, що стала третім синглом з альбому Episodu' unu: Amenințarea faitonului. 2004 року до пісні було представлено відео. Режисер — Тудор Гремеску.
В тексті йдет мова про життя в селі одного онука, що хотів отримати будинок діда.
Відеокліп
На відео учасники гурту виконують пісню на засніженому сільському дворі, іноді прибираючи сніг та кидаючи сокирою в сусідських бабусь. Також іноді з'являються епізоди, де Бобі Думітраш змагається з іншим чоловіком у армреслінгу, або боротьбі, а в цей час Богдан Бурлечану співає за столом в оточенні бабусь. Під час приспіву у будинку чоловік, перевдягнутий в бика грає на гітарі.
Завершується відео кадром палаючого будинку, що підпалив Бобі.